# Personalausweis
Der Personalausweis (von lateinisch personalis, „persönlich“) oder die Identitätskarte (von lateinisch identitas (Identität), abgeleitet von idem (derselbe, dasselbe); vgl. franz. carte d'identité, engl. identity card) ist ein von staatlichen Stellen ausgegebenes Dokument zur Identifikation einer Person (Identitätsnachweis) in Form eines amtlichen Lichtbildausweises. Einige Länder ermöglichen die Funktion einer elektronischen Identität (eID, e-ID) auf dem Chip ihrer Ausweise. Zunehmend ist das Kreditkartenformat üblich (ID-1 auf ISO/IEC 7810).

## Länder

### Belgien

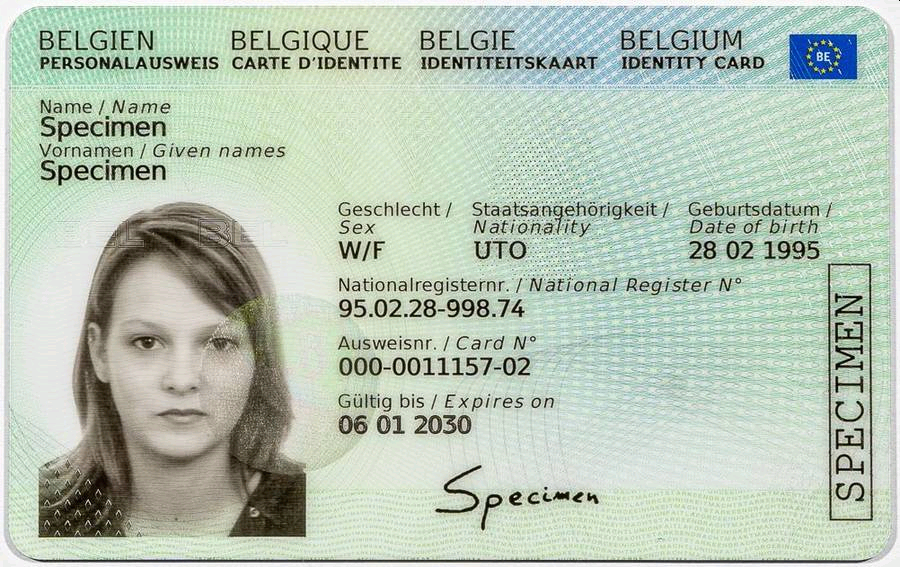
Belgischer Personalausweis

In Belgien werden an die Bevölkerung sukzessive elektronische Personalausweise mit Kartenchip – die sogenannte „eID“ – im Scheckkartenformat ausgegeben. Auf dem Chip sind neben den Informationen, die sich auch in gedruckter Form auf der eID befinden, lediglich die Adresse des Inhabers (nicht aufgedruckt) und eine elektronische Signatur gespeichert. Zur eindeutigen Identifikation im Internet können passende Kartenlesegeräte erworben werden. Gezielt werden diese neuen Ausweise zunächst an Erstbesitzer, also vornehmlich Jugendliche, ausgegeben. Sie werden mit Jugendschutzfunktionen kombiniert. So sollen etwa Chaträume eingerichtet werden, die nur von Chipkarteninhabern mit einem bestimmten Alter benutzt werden können. Die eID ist zehn Jahre gültig.

### Republik China (Taiwan)
Die aktuelle Fassung des Personalausweises (chinesisch 身分證, Pinyin shēnfēnzhèng) in der Republik China (Taiwan) wird seit dem 21. Dezember 2005 herausgegeben. Auf der Vorderseite ist der Name, ein Foto, das Geschlecht, das Geburts- und Ausstellungsdatum und die Ausweisnummer angegeben. Auf der Rückseite wird der Name des Vaters, der Mutter und des Ehepartners (und sofern vorhanden dessen Rang in der Armee) sowie der Geburtsort angegeben. Der Personalausweis wird in lokalen Stellen der Haushaltsregistrierungsbehörde ad hoc ausgestellt und besteht aus einer laminierten und mit Hologrammen überzogenen Papierkarte, die ferner mit einem Barcode versehen ist.
Für die in der Republik China lebenden Ausländer wird ein Alien Resident Certificate (chinesisch 外僑居留證, Pinyin wàiqiáo jūliúzhèng) herausgegeben. Es erfüllt ähnliche Funktionen wie der Personalausweis, dient allerdings zusätzlich für die Wiedereinreise in die Republik China. Er zeigt unter anderem die Staatsangehörigkeit, den Namen in lateinischen Buchstaben und in Chinesisch, die Gültigkeit, die Passnummer und den Zweck des Aufenthalts in der Republik China. Für Ausländer mit längerem Aufenthalt wird das Alien Permanent Resident Certificate ausgestellt. Die Aufenthaltskarten für Ausländer in der Republik China ähneln einer Kreditkarte, vormals waren sie aus Papier gefertigt.

### Deutschland

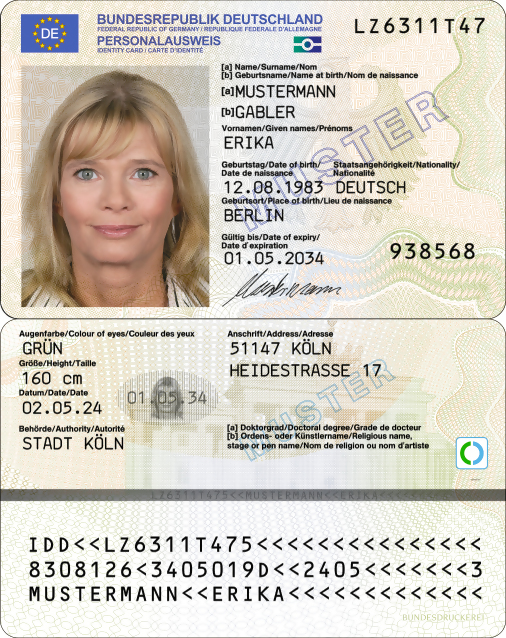
Vorder- und Rückseite des in Deutschland seit dem 2. Mai 2024 ausgestellten Personalausweises

Der deutsche Personalausweis ist ein amtlicher Lichtbildausweis als Identitätsnachweis. Grundsätzlich vergibt ihn die für den Hauptwohnsitz zuständige Personalausweisbehörde auf Antrag des Bürgers. Deutsche ab 16 Jahren sind zum Besitz eines Personalausweises oder Reisepasses verpflichtet. Eine Mitführpflicht besteht innerhalb Deutschlands grundsätzlich nicht. 
Ab 1. April 1987 erfolgte die Ausgabe von Personalausweisen in Form von kunststofflaminierten Karten mit Papierinlett im ID-2-Format (10,5 cm × 7,4 cm). Seit 1. November 2010 erfolgt die Ausgabe des neuen Personalausweises (nPA) im ID-1-Format (Scheckkartengröße) mit RFID-Chip, in dem die Personaldaten und die biometrischen Daten (Lichtbild sowie zwei Fingerabdrücke) gespeichert werden.
Alle Chip-Funktionen des Personalausweises sind auch in dem quelloffenen Projekt „PersoSim“ implementiert; dort wird der Personalausweis sowie das dazugehörige Lesegerät in Software simuliert.
Der Personalausweis oder der deutsche Reisepass sind in der Regel ausreichend, um sich als deutscher Staatsbürger auszuweisen. Ein Staatsangehörigkeitsausweis wird daher grundsätzlich nur dann benötigt, wenn die deutsche Staatsangehörigkeit zweifelhaft und klärungsbedürftig ist oder ein urkundlicher Nachweis über deren Bestehen von einer deutschen oder ausländischen öffentlichen Stelle verlangt wird.
Genau wie Reisepässe sind Personalausweise Eigentum der Bundesrepublik, können also nicht verkauft, verschenkt oder vererbt werden.

### Estland

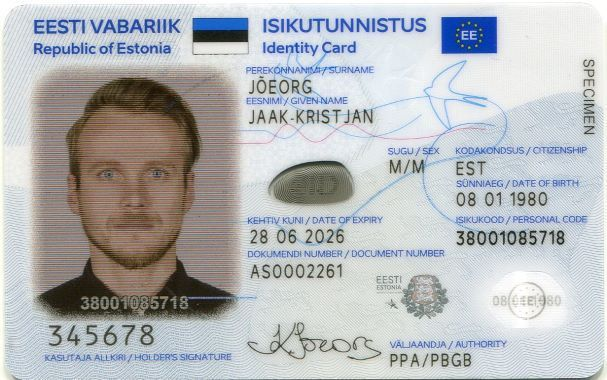
Estnischer Personalausweis

In Estland gibt es den Personalausweis seit Anfang 2002. Davor musste man auch zum Ausweisen im Inland den Reisepass benutzen. Beim Personalausweis handelt es sich um eine Chipkarte, die auch noch für andere Zwecke einsetzbar ist. So kann man damit beispielsweise (wenn man am PC ein Kartenlesegerät hat) rechtskräftige Verträge mit digitaler Signatur unterschreiben. Der Personalausweis gilt ebenso als Nachweis der Krankenversicherung. Des Weiteren kann man den Chip in Tallinn in öffentlichen Verkehrsmitteln als Nachweis für das Vorhandensein von Fahrkarten benutzen. Die Fahrkarte wird durch das Bezahlen des fälligen Betrages und das Mitteilen der Personenidentifikationsnummer (nicht zu verwechseln mit der Ausweisnummer) erworben. Für estnische Staatsbürger berechtigt der Personalausweis zu Reisen in die übrigen EU-Länder, Norwegen, Island, Liechtenstein und die Schweiz, für alle anderen Länder ist der Reisepass mitzunehmen. Für Personen unter 18 Jahren wird der Ausweis für fünf Jahre ausgestellt und ab 18 Jahren für zehn Jahre.
Ausländern wird als Nachweis für das Vorhandensein der Aufenthalts- bzw. Arbeitsgenehmigung statt eines Passaufklebers der Ausweis ausgehändigt.

### Finnland

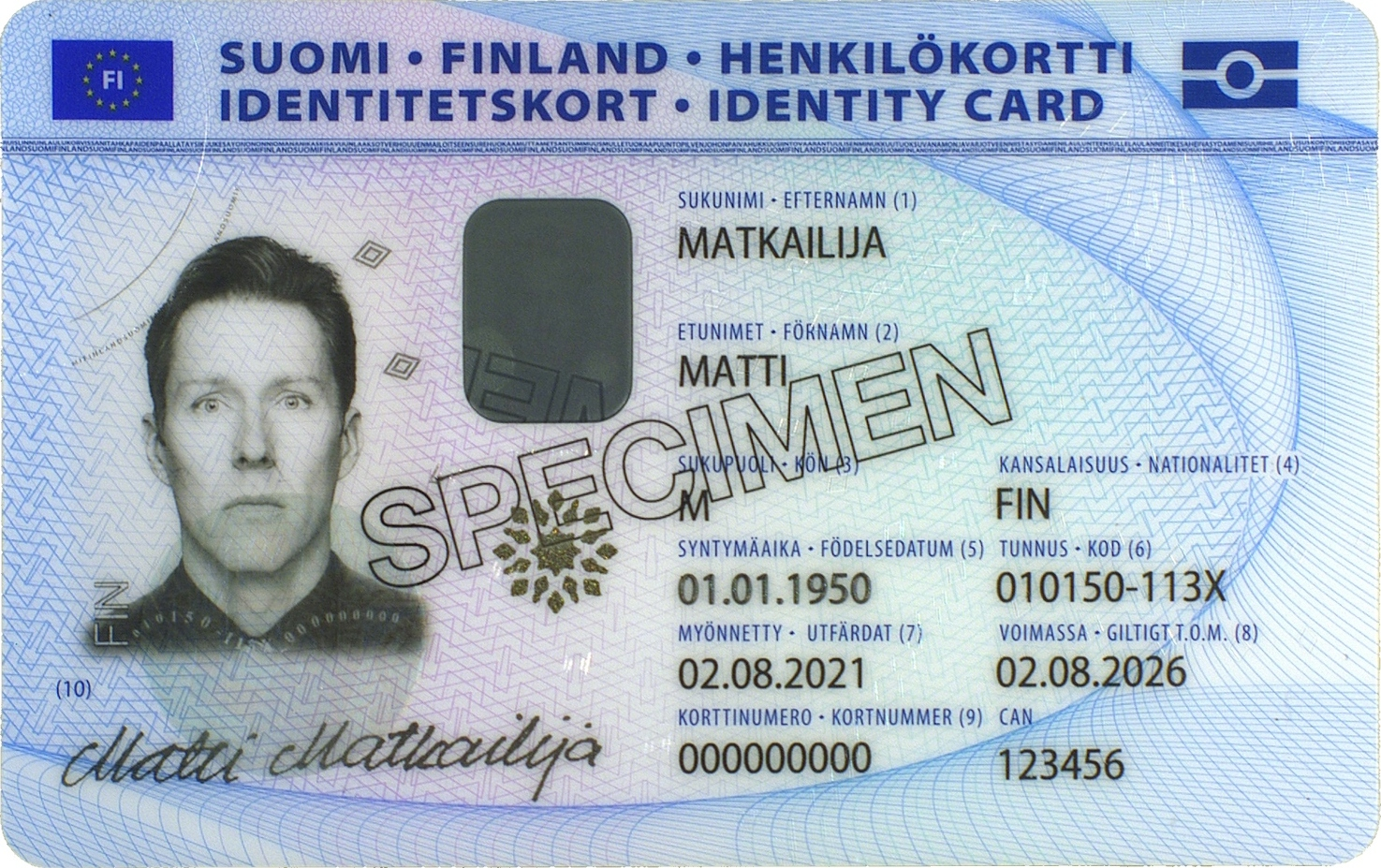
Finnischer Personalausweis

In Finnland werden Personalausweise (finnisch: henkilökortti, schwedisch: identitetskort) im Scheckkartenformat von der Polizei ausgegeben. Personalausweise, die ab dem 1. März 1999 ausgegeben worden sind, sind als Reisedokumente in der EU gültig. Die Polizei stellt auch Personalausweise an Ausländer mit Wohnsitz in Finnland aus. Diese sind aber nicht als Reisedokument verwendbar.
Die Personalausweise enthalten einen Chip und können zur Identifizierung mittels elektronischer Signatur eingesetzt werden Insbesondere Behördendienste (wie die Steuerbehörde) können so über das Internet in Anspruch genommen werden.
Im Alltag verwenden viele Finnen entweder den Führerschein oder die mit Lichtbild versehene Sozialversicherungskarte (KELA-Karte) als Ausweis. Das Ausstellen von KELA-Karten mit Bild wurde jedoch zum 13. Oktober 2008 eingestellt; stattdessen kann der Personalausweis mit den sozialversicherungsrelevanten Informationen versehen werden. Insofern wird die Verbreitung des eigentlichen Personalausweises voraussichtlich zunehmen.
Beim Einsatz von ausländischen Ausweisen oder Führerscheinen gibt es gelegentlich Probleme, weil darauf die in Finnland allgegenwärtige Personennummer nicht enthalten ist (auf den finnischen Führerscheinen dagegen schon). Deswegen kann es für Ausländer in der Praxis von Vorteil sein, sich einen finnischen Personalausweis zu beschaffen, wenn man nicht seinen Führerschein eintauschen möchte.

### Israel

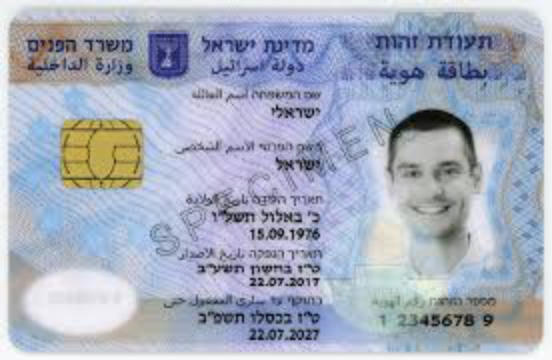
Biometrischer israelischer Personalausweis, seit 2017

Der israelische Personalausweis ist im Identity Card Carrying and Displaying Act of 1982 beschrieben. Jeder Bürger, der in Israel wohnt und 16 Jahre oder älter ist, muss diesen Ausweis bei sich tragen und ihn auf Verlangen einer Behörde zeigen.

### Italien

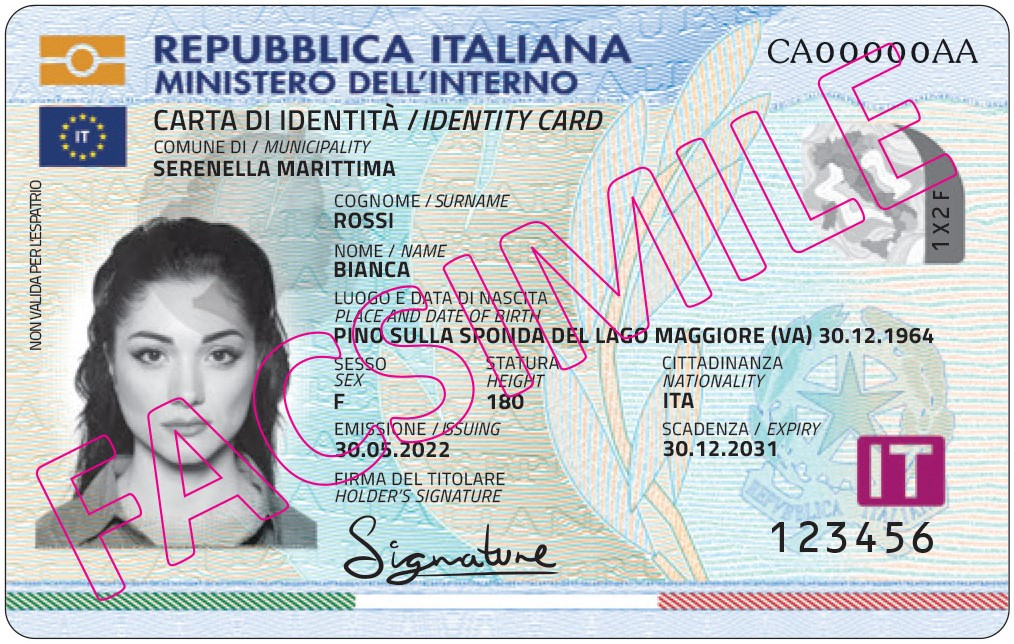
Italienische Identitätskarte, seit 2022

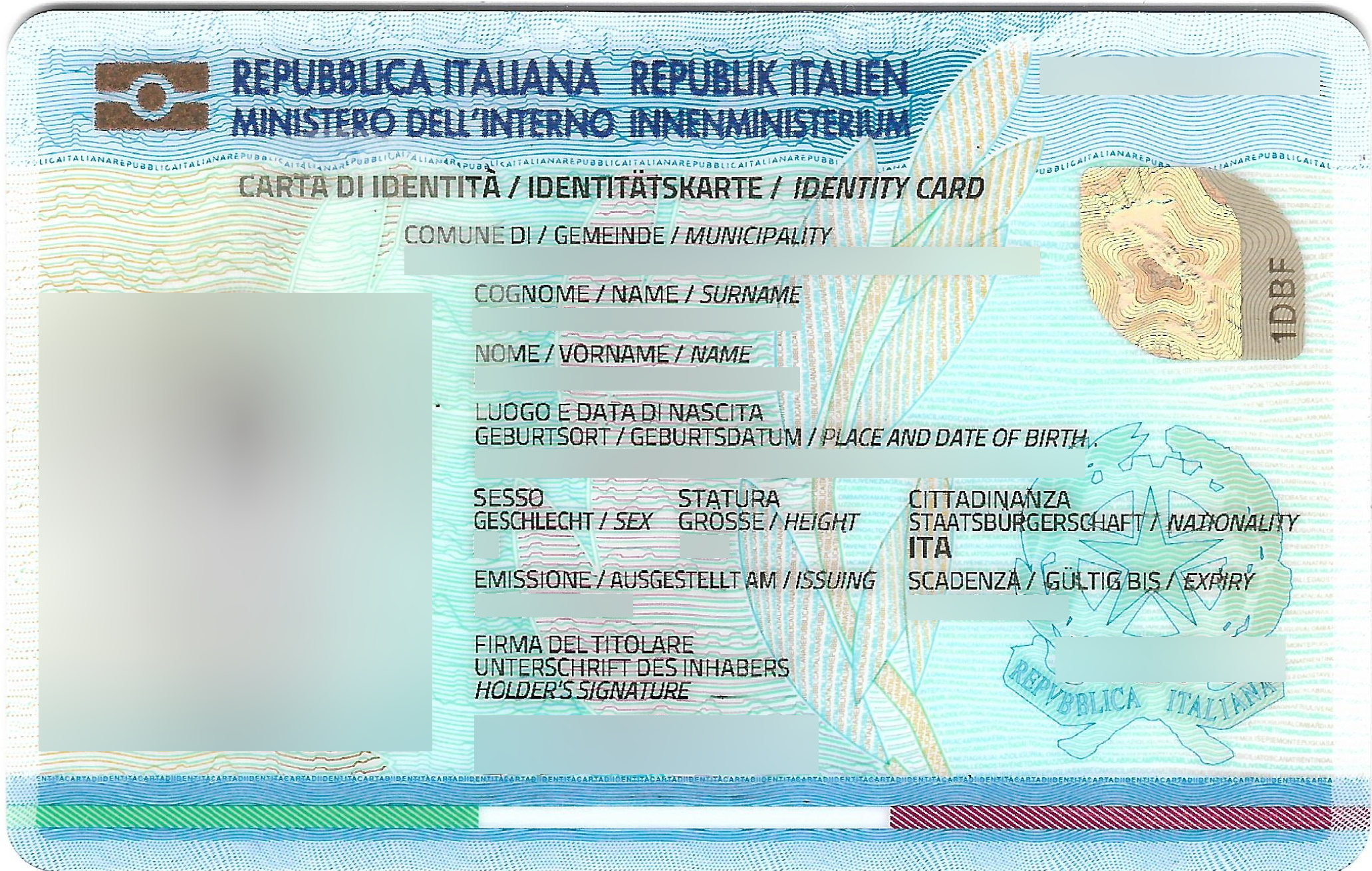
In Südtirol ausgestellte Identitätskarten sind zusätzlich auf Deutsch beschriftet

In Italien wird der Personalausweis Carta d’identità (deutsch Identitätskarte) genannt und ist zehn Jahre gültig, wobei nicht das Ausstellungsdatum des Dokuments, sondern das Geburtsdatum der betreffenden Person zugrunde gelegt wird. Der ursprüngliche, auf Papier ausgestellte und relativ großformatige Personalausweis wurde ab 2001 in einem zwei Jahrzehnte währenden Prozess schrittweise vom neuen Personalausweis (Carta d’identità elettronica, CIE) im Kreditkartenformat ID-1 mit integriertem Chip abgelöst.
Alle neuen Personalausweise sind auf Italienisch und Englisch beschriftet. In den Gebieten sprachlicher Minderheiten in Norditalien werden zudem Ausweise mit einer zusätzlichen Sprache ausgegeben. Es gibt drei dreisprachige Versionen:
- italienisch-deutsch-englisch in Südtirol,
- italienisch-englisch-französisch im Aostatal,
- italienisch-englisch-slowenisch in Friaul-Julisch Venetien.

Der Ausweis wird in Italien für Italiener und für in Italien lebende Ausländer (mit Angabe ihrer Staatsangehörigkeit) von den Gemeinden ausgestellt. Italiener, die im AIRE-Register der im Ausland lebenden Italiener eingetragen sind, erhalten über das jeweils für sie zuständige Generalkonsulat eine Identitätskarte. Diese dient als Nachweis der Staatsangehörigkeit und innerhalb der EU als Reisedokument.
Die Abgabe von Fingerabdrücken ist bei den neuen Identitätskarten im Kreditkartenformat seit 2010 vorgesehen. Der eingebaute NFC-Chip beinhaltet folgende Informationen:
Für jeden zugänglich:
Numero Unico Servizi, eine einzigartige personenbeziehbare Nummer für Dienste wie z. B. eine Angestellten-Identifikation durch ein Lesegerät an einem Aufzug.
Durch Eingabe einer auf der Karte abgedruckten Nummer:
Name, Vorname, Nachname, Geburtsdatum und -ort, Geschlecht, Staatsangehörigkeit, Gültigkeit im Ausland, Lichtbild, Eltern (bei Minderjährigen), Wohnsitzadresse (zum Zeitpunkt der Ausstellung), Steuernummer, Seriennummer
Die Informationen sind nur mithilfe einer auf der Karte abgedruckten Nummer auslesbar. Dieser PIN-Code ist nicht geheim, da für jeden, der die Kartenoberfläche zu Gesicht bekommt, ohnehin dieselben Informationen lesbar sind. Trotzdem werden durch dieses Sicherheitsmerkmal bei einem Scan mit z. B. einem manipulierten NFC-Lesegerät die personenbezogenen Daten geschützt.
Die oben angegebenen Informationen sind auch durch das Scannen des Barcodes auf der Rückseite und des Textes darunter auslesbar.
Durch Eingabe einer geheimen PIN:
Client-Zertifikat
Nur für das Innenministerium zugänglich:
Fingerabdruck

### Japan
In Japan gibt es keinen Personalausweis. Stattdessen wird der Führerschein benutzt, auf dem auch die Adresse gedruckt ist und der in bestimmten Zeitabständen erneuert werden muss. Zur Personenidentifizierung kann die Krankenversicherungskarte als Ausweisdokument verwendet werden.

### Kanada
Ähnlich wie in den USA wird auch in Kanada der Führerschein als Identitätsdokument verwendet. Einige Provinzen (z. B. Ontario) stellen daher auf Antrag auch eine sogenannte Photo Card aus, die von der Gestaltung her dem jeweiligen Führerschein entspricht.

### Republik Kolumbien

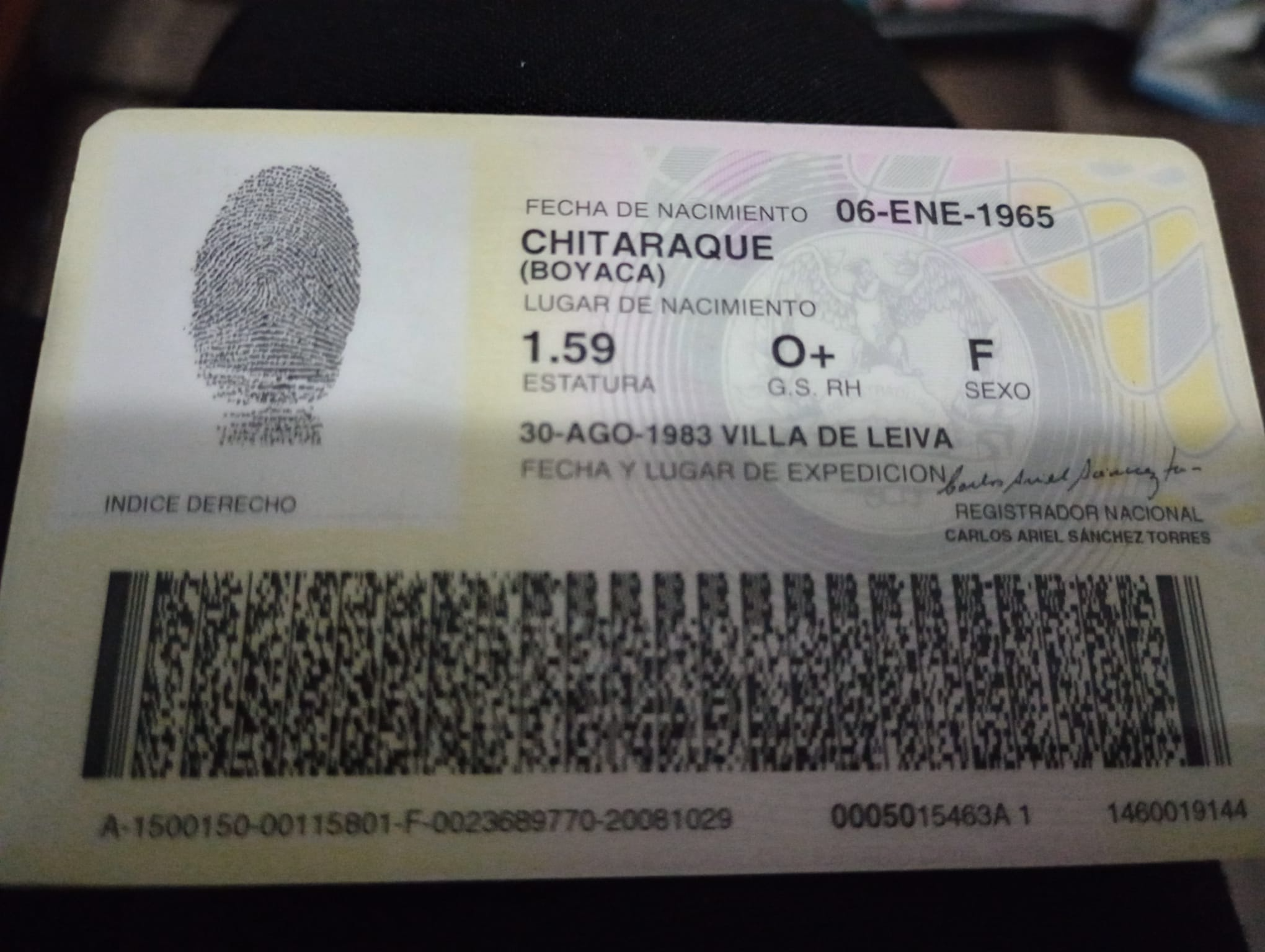
Kolumbianischer Personalausweis (Vorderseite).

Kolumbianischer Personalausweis (Rückseite).

In Kolumbien wird jedem Einwohner Kolumbiens über 14 Jahren ein Personalausweis (Tarjeta de Identidad) ausgestellt. Mit Vollendung des 18. Lebensjahres muss jeder Einwohner eine Cédula de Ciudadanía erhalten, die das einzige Dokument ist, das die Identität einer Person für rechtliche Zwecke nachweist. Ausweise sind stets mitzuführen und der Polizei auf Verlangen vorzuzeigen. Wenn die Person den Personalausweis auf Verlangen der Polizei oder des Militärs nicht vorlegt, wird sie höchstwahrscheinlich auf der Polizeiwache festgenommen, auch wenn sie keiner Straftat verdächtigt wird. Personalausweise werden benötigt, um eine Anstellung zu finden, Bankkonten zu eröffnen, einen Reisepass, einen Führerschein oder eine Militärkarte zu erhalten, sich in Bildungseinrichtungen anzumelden, zu wählen oder öffentliche Gebäude wie Flughäfen und Gerichtsgebäude zu betreten. Das Nichtvorlegen des Ausweises ist eine Ordnungswidrigkeit, die mit einem Bußgeld geahndet wird.

### Kroatien

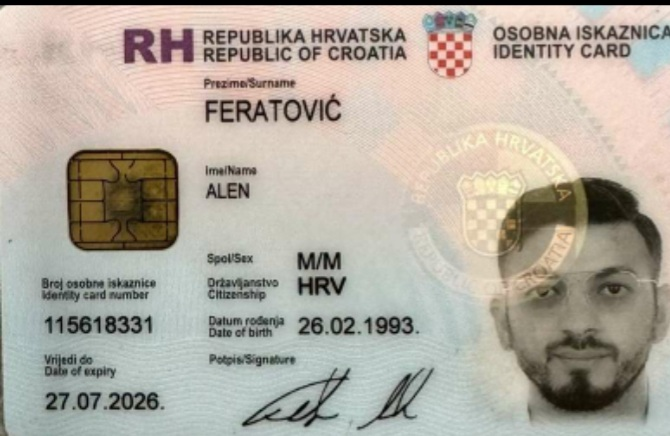
Kroatien ID Card Release 2021

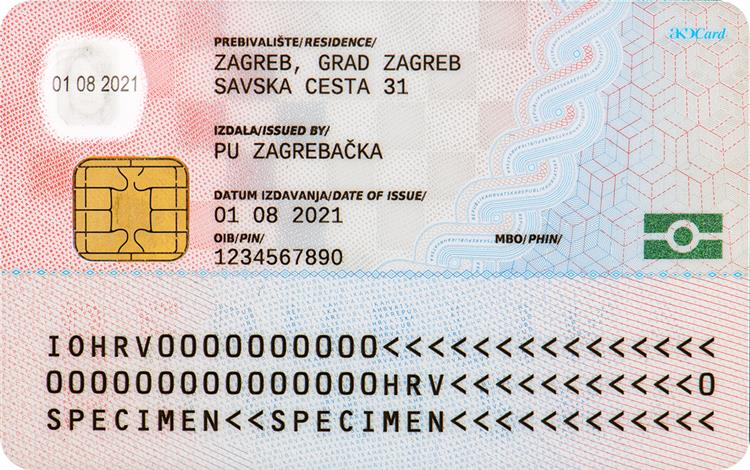
Kroatischer Personalausweis ab 2021 – Rückseite

In Kroatien wird der Personalausweis Osobna iskaznica genannt und ist ab dem 16. Lebensjahr gesetzlich vorgeschrieben. Der kroatische Personalausweis ist zweisprachig (Kroatisch und Englisch), während der Reisepass (Putovnica) dreisprachig (Kroatisch, Englisch und Französisch) ist. Für kroatische Staatsbürger berechtigt der Personalausweis zu Reisen in die EU-Staaten sowie in die übrigen Länder Südosteuropas (wie Montenegro, Bosnien und Herzegowina). Die neuen Personalausweise (eOI) haben ein Zertifikat für Onlineunterschriften und den Zugang zur digitalen Verwaltung (e-građanin), neuerdings auch per App auf dem Mobiltelefon. Das Aussehen des neuen Personalausweises hat sich geändert, mittlerweile ziert diesen auch eine Europaflagge mit dem Zeichen HR. Eine weitere Besonderheit ist, dass der neue Personalausweis auch als Gesundheitskarte für Pflichtversicherte in Kroatien verwendet werden kann. Er enthält auch den sogenannten MBO (englisch PHIN), matični broj osigurane osobe, zu deutsch ‚Identifikationsnummer der versicherten Person‘.

Der Geburtsort ist auf der kroatischen Identitätskarte nicht genannt, was beim Ausfüllen von Formularen im Ausland zu Problemen führen kann.

### Liechtenstein

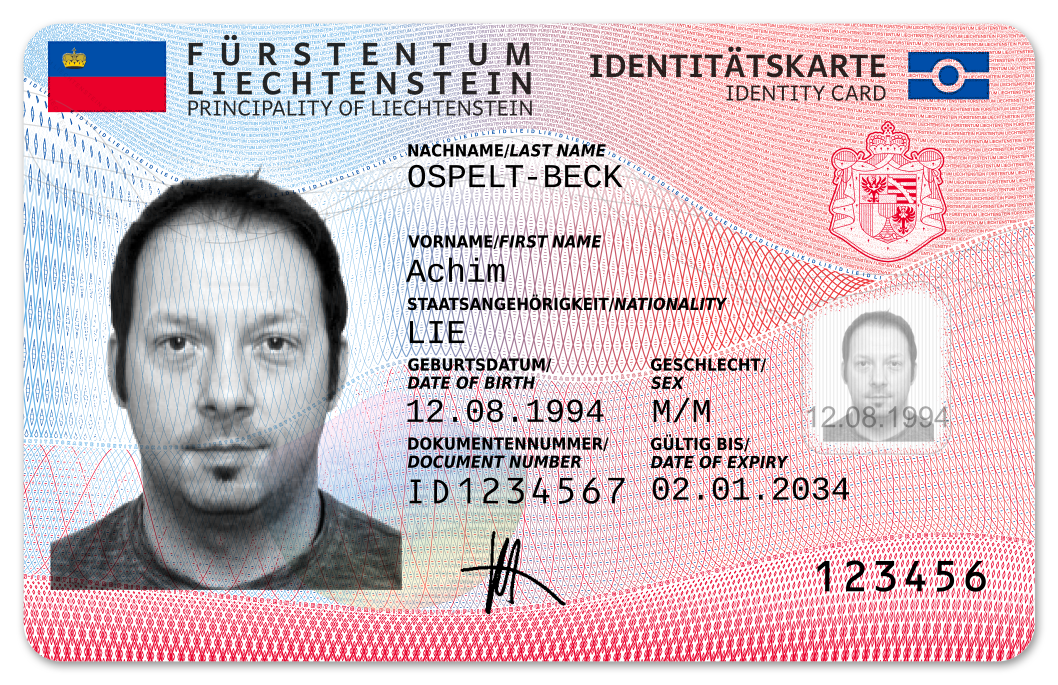
Liechtensteiner Identitätskarte 2024

Der liechtensteinische Personalausweis wird liechtensteinischen Staatsbürgern durch das Ausländer- und Passamt in Vaduz (APA) ausgestellt. Die Karte kostet für Erwachsene ab 18 Jahren 65 CHF und ist 10 Jahre gültig. Für Kinder unter 18 Jahre kostet die Karte 30 CHF. Für Kinder unter 12 Jahre ist Personalausweis nur 5 Jahre gültig. Inhaber eines liechtensteinischen Personalausweises können die Nutzung von lisign beantragen, einem Dienst zur Erleichterung der Nutzung elektronischer Verifizierungen und Signaturen. Die Identitätskarte ist eine Plastikkarte im Kreditkartenformat ISO/IEC 7810 ID-1. Am 3. Januar 2024 begann Liechtenstein mit der Ausstellung neuer biometrischer Personalausweise, die den neuen EU-Standards entsprechen.

### Luxemburg

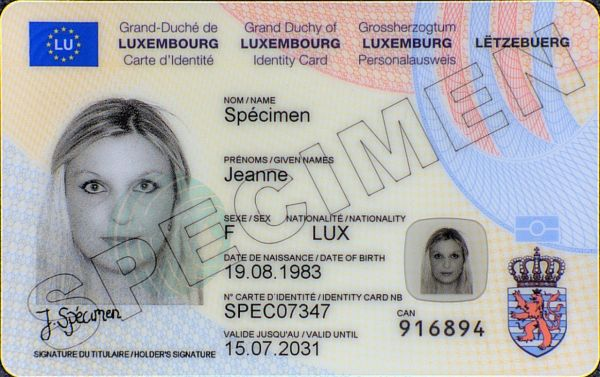
Luxemburgischer Personalausweis

Der luxemburgische Personalausweis wird luxemburgischen Staatsbürgern ausgestellt. Es dient als Identitäts- und Staatsangehörigkeitsnachweis und ist für alle Staatsbürger, die im Großherzogtum Luxemburg leben und über 15 Jahre alt sind, obligatorisch. Seit dem 1. Juli 2014 ist eine Plastikkarte im Kreditkartenformat ISO/IEC 7810 ID-1 in Gebrauch. Am 2. August 2021 begann Luxemburg mit der Ausstellung neuer biometrischer Personalausweise, die den neuen EU-Standards entsprechen. Sie sind mit einem elektronischen Chip ausgestattet, der den höchsten internationalen Sicherheitsstandards für Reisedokumente entspricht.

### Namibia
In Namibia werden Personalausweise an alle Namibier und Personen mit dauerhaftem Aufenthaltstitel ab 16 Jahren kostenfrei ausgestellt. Diese sind unbegrenzt gültig.

### Österreich

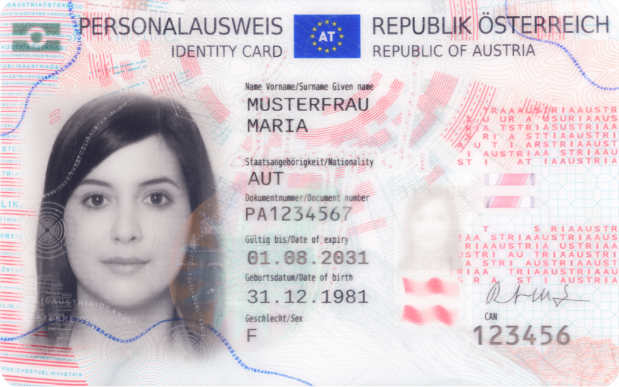
Österreichischer Personalausweis, seit August 2021

Der österreichische Personalausweis wurde in seiner heutigen Form im Jahr 2002 im Scheckkartenformat eingeführt. Rund zehn Prozent der Österreicher besitzen dieses Dokument. Für österreichische Staatsbürger besteht innerhalb Österreichs weder die Pflicht, einen Personalausweis zu besitzen noch Ausweisdokumente mitzuführen.
Für Kinder unter zwölf Jahren gilt der Personalausweis fünf Jahre, danach zehn Jahre. Personendaten können seit der Umstellung auf das Scheckkartenformat am 9. Jänner 2002 nicht mehr verändert werden, es ist eine kostenpflichtige Neuausstellung erforderlich.
Nicht zu verwechseln ist der österreichische Personalausweis mit dem Identitätsausweis, der kein Reisedokument ist, oder dem äußerlich ähnlichen grünen Lichtbildausweis für EWR-Bürger.
Die Ausstellung des Personalausweises kostet 91 Euro und der Antrag muss persönlich gestellt werden. Er ist in allen Staaten der Europäischen Union und den meisten anderen Staaten Europas gültig (außer Belarus, Kasachstan, Russland, Türkei, Ukraine und Vereinigtes Königreich).
Eine verbindliche, aktuelle Auskunft, ob für die Einreise der Personalausweis ausreichend ist, kann über den Bürgerservice des Außenministeriums bei den länderspezifischen Reiseinformationen unter Angabe des Landes und des Punktes „Reiseinformation“ abgefragt werden.

### Polen

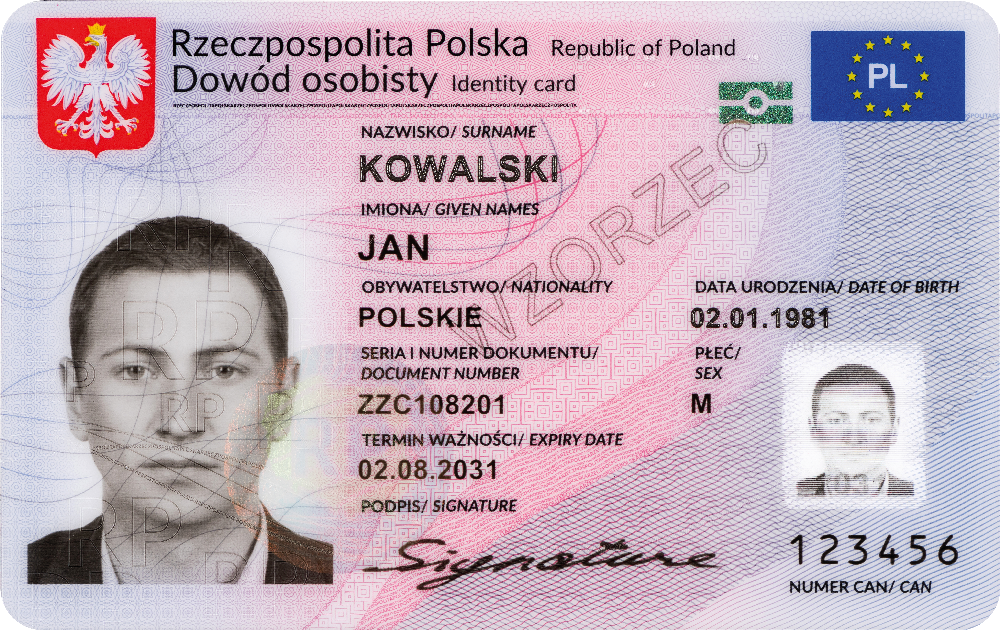

Der Polnische Personalausweis (polnisch Dowód osobisty) ist für polnische Staatsbürger mit ständigem Wohnsitz in Polen ab dem 18. Lebensjahr verpflichtend. Seit März 2019 enthalten ID-Karten einen RFID-Chip, auf dem personenbezogene Daten gespeichert sind. Für die Verbindung mit einem Chip müssen die CAN-Nummer sowie die PIN-Nummer angegeben werden. Die grundlegende elektronische Signatur wird von allen öffentlichen Einrichtungen wie Gemeindeverwaltungen, Zentralverwaltung, Gerichten usw. als handschriftliche Signatur anerkannt. Auf der Rückseite befinden sich der Geburtsort des Inhabers, die Namen der Eltern sowie die PESEL-Personennummer.

### Saudi-Arabien

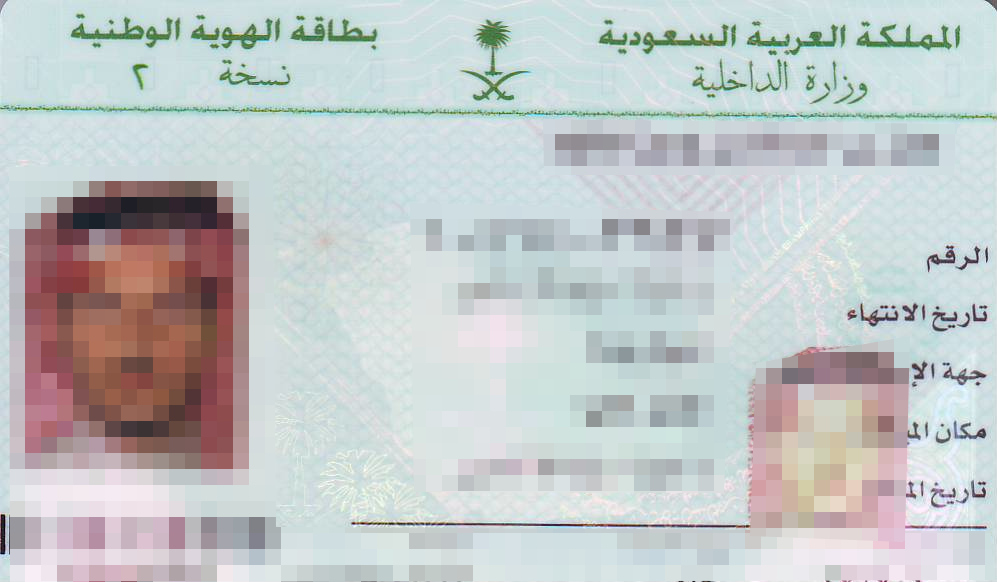
Saudi-arabische ID-Karte (2. Serie), persönliche Daten verpixelt

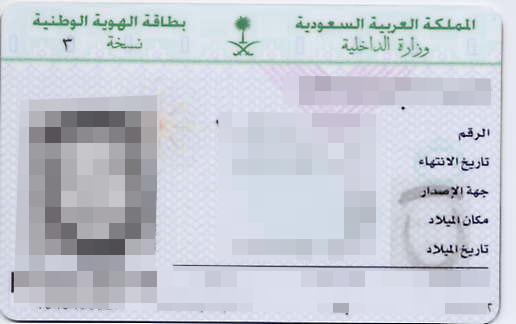
ID-Karte der 3. Serie, persönliche Daten verpixelt

Im Königreich Saudi-Arabien stellt die National ID Card (arabisch بطاقة الهوية الوطنية Bitāqat al-Hawiyya al-Wataniyya), im Allgemeinen unter dem alten Namen als Bitāqat al-Ahwāl al-Madaniyya / بطاقة الأحوال المدنية bezeichnet, das identifizierende Ausweisdokument dar und gilt als Beweisdokument der Staatsangehörigkeit. Die Karte wird bei Behörden und anderen Einrichtungen wie Banken zur Vorlage verlangt. Die Karte kann ebenso für Reisen innerhalb des Golf-Kooperationsrates verwendet werden. Seit April 2010 können auch Frauen die Karte für Reisen in diese Staaten nutzen, ohne dass ein männlicher Vormund für die Ausreise benötigt wird. Diese wird bei Reisen in Staaten außerhalb des Golf-Kooperationsrates durch eine gelbe Karte gleichen Formats ergänzt.
Gestaltung und gespeicherte Daten
Seit 2010 hat der Ausweis das Format einer Kreditkarte (ähnlich dem deutschen Personalausweis) und besitzt darüber hinaus auf der Rückseite einen 2,86-Megabyte-Magnetstreifen zur Datenspeicherung, der ein optisches Hologramm des Lichtbildes des Inhabers aufweist. Die Karte enthielt bis 2009 einen kontaktbehafteten Chip als zusätzlichen Speicher. Ein Barcode auf der Vorderseite ermöglicht die Identifikation über das Intranet der Behörden, da der Ausweis nicht maschinenlesbar ist. Auch ist man aufgrund biometrischer Merkmale von der im traditionellen Gewand angefertigten Farblichtbildaufnahme zur schärfer konturierten Schwarz-Weiß-Aufnahme zurückgekehrt. Bis auf die Wortlaute „National ID Card“, „Kingdom of Saudi Arabia“ und „Ministry of Interior“ werden alle Angaben zur Person in arabischer Schrift abgedruckt. Die Gültigkeit beträgt zehn Jahre gemäß dem islamischen Mondkalender. Der Personalausweis wird, anders als der saudische Reisepass, auch im Landesinneren bei Stichproben an Polizeikontrollpunkten und insbesondere bei der Einreise in die heiligen Stätten Mekka und Medina zur Vorlage verlangt. Das Nichtmitsichführen des Ausweises kann eine Geldstrafe zur Folge haben. Bei Verlust ist dies umgehend der ausstellenden Behörde, dem Einwohnerzentralamt al-Ahwal al-Madaniyya, mitzuteilen, das getrennt vom Amt zur Ausstellung von Reisepässen ein Organ des Innenministeriums darstellt. Anders als in Österreich ist die Abgabe aller zehn Fingerabdrücke obligatorisch. Bis etwa 2009 beschränkte sich die Abgabe des Fingerabdrucks auf den linken Daumen mit herkömmlicher Tinte und auf Papier.

### Schweden
Bis 2005 gab es in Schweden keinen Personalausweis (schwedisch legitimationshandling, meist verkürzt zu legitimation, oder auch ID-kort genannt) im Sinne eines Reisedokuments. Da Banken aber eine Form der Identitätsüberprüfung benötigen, gab es schon davor Ausweiskarten, die von der jeweiligen Bank oder der Post ausgestellt wurden. Diese erfüllen den von der schwedischen Normierungsorganisation SIS vorgegebenen Standard. Zum Reisen berechtigt dieser Ausweis prinzipiell nicht, ausgenommen die Staaten der Nordischen Passunion. Diese Karten haben sich, obwohl offiziell eigentlich nicht verpflichtend und auch nicht von den staatlichen Melde- oder Polizeibehörden ausgegeben, mit der Zeit de facto zu einem Personalausweis entwickelt. Bei bestimmten Tätigkeiten wie dem Eröffnen eines Bankkontos, dem Ablegen einer Führerscheinprüfung, dem Abholen eines Pakets, dem Bezahlen mit Karte oder dem Besuch eines Arztes ist das Vorzeigen eines solchen Ausweises erwünscht oder sogar gefordert. Für in Schweden lebende Ausländer stellt dies oft ein Problem dar, da ihr Personalausweis oder Pass in bestimmten Fällen (so beim Arztbesuch) nicht akzeptiert wird, da diese Dokumente nicht die schwedische Personennummer enthalten. Daher bemühen sich auch Ausländer oft um einen solchen Ausweis. Der schwedische Führerschein kann auch als Personalausweis verwendet werden.
Seit 2005 gibt es zusätzlich noch den nationalen Personalausweis (nationellt id-kort), der wie die Pässe auch von der Polizei ausgegeben wird. Er berechtigt zum Reisen innerhalb des Schengenraums und anderen Ländern, die einen solchen Personalausweis akzeptieren. Der Ausweis wurde allerdings anfänglich nur sehr zögerlich angenommen, da für ihn keinerlei Werbung gemacht wurde und die meisten Schweden ohnehin einen Reisepass besitzen; zudem hat der nationale Personalausweis einen höheren Preis als ein Reisepass. So wurden in den ersten drei Monaten nur 7.000 statt der ursprünglich kalkulierten 200.000 Ausweise beantragt. Mittlerweile (Juli 2009) wurden rund 260.000 Personalausweise ausgestellt. Die Nachfrage ist immer noch weit geringer als die nach Reisepässen. Im Jahr 2008 wurden rund 930.000 Pässe ausgestellt, aber nur 100.000 Personalausweise. Der schwedische Personalausweis hat die Größe einer Scheckkarte.
Ab Anfang 2007 war es für in Schweden wohnende Ausländer schwierig, einen Ausweis zu beantragen, da Banken oft die Ausstellung eines Ausweises verweigerten und der Svensk Kassaservice, ein Tochterunternehmen der schwedischen Post, die Regelungen zunächst verschärfte und zum 1. Mai 2008 die Ausstellung von Ausweisen ganz einstellte, da er ohnehin Ende 2008 abgewickelt wurde. Als Umweg zu einem Ausweis bot sich in Einzelfällen nur der Umtausch des ausländischen Führerscheins in einen schwedischen Führerschein an. Das Problem gelangte schon im März 2007 in die Öffentlichkeit und verschärft wurde es noch dadurch, dass die Situation einen potenziellen Verstoß gegen EU-Recht darstellte. Daher führte die Regierung eine Untersuchung durch. Der damit befasste Richter legte im Dezember 2007 seine Vorschläge vor.
Die Regierung beauftragte Skatteverket, die schwedische Finanz- und zugleich Meldebehörde, ab Mitte 2009 Ausweise an Ausländer abzugeben. Anträge werden seit 1. Juni 2009 angenommen. Allerdings gab es in der Startphase erhebliche Probleme bei der Ausgabe der Karten. Die Neuregelung deckte zudem nur Personen ab, die einen Bürgen mit Ausweis zur Antragsstellung mitbringen konnten oder im Besitz eines EU/EFTA-Passes waren, der nach dem 1. September 2006 ausgestellt war. Da der Bürge ein naher Verwandter (Eltern, Großeltern, Geschwister) oder eine Person mit beruflicher Verbindung zum Antragsteller sein musste, waren damit nach wie vor zahlreiche Ausländer vom Zugang zu dem Ausweis abgeschnitten. Mittlerweile (2013) sind allerdings auch Sachbearbeiter von Behörden, die den Antragsteller persönlich kennen, als Bürgen anerkannt. Bei Ausländern, die eine Aufenthaltserlaubnis haben, kann auch ein Abgleich der angegebenen Personendaten mit denen der Ausländerbehörde als Identitätsnachweis anerkannt werden.

### Schweiz

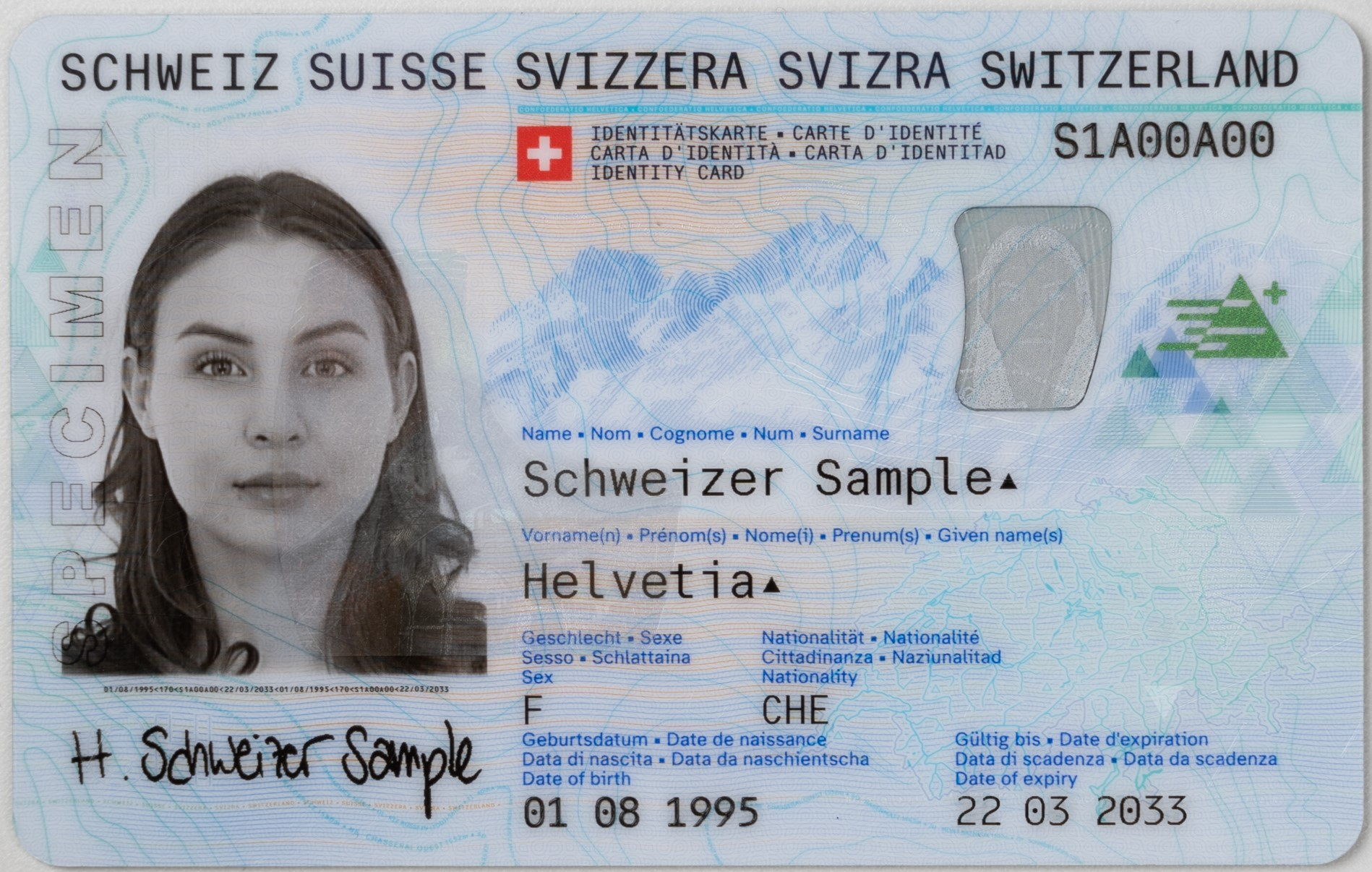
Schweizer Identitätskarte, seit 2023

Identitätskarten (IDK, umgangssprachlich und allgemeingebräuchlich ID) sind die amtlichen Personalausweisdokumente der Schweiz und als Passersatz in den meisten Ländern Europas sowie in der Türkei gültig. Sie sind seit 1995 als Kunststoffkarten im Scheckkartenformat ausgeführt und haben beiderseits eine bläuliche Grundfarbe. Frühere Ausgaben waren in Papierform hergestellt. Die Gültigkeit der Identitätskarte beträgt für Erwachsene zehn Jahre, für Kinder und Jugendliche bis zum 18. Lebensjahr fünf Jahre. Für Schweizer Bürger besteht innerhalb der Schweiz keine Ausweis- und folglich auch keine Mitführpflicht.
Der Geburtsort ist auf der Schweizerischen Identitätskarte nicht genannt, stattdessen jedoch der Heimatort, was beim Ausfüllen von Formularen im Ausland zu Problemen führen kann, da mit dem CH-Ausweis keine amtliche Angabe des Geburtsorts vorgewiesen werden kann.
Im Gegensatz zu z. B. Mitgliedsländern der EU ist keine eID-Funktion der ID vorgesehen.
Ausländer erhalten keine Identitätskarten, sondern sogenannte Ausländerausweise, die sich je nach Art der Aufenthaltsbewilligung unterscheiden und von den kantonalen Behörden ausgestellt werden.
Der Begriff „Personalausweis“ wird in der Schweiz üblicherweise für den Mitarbeiterausweis verwendet (siehe auch Helvetismus).

### Spanien

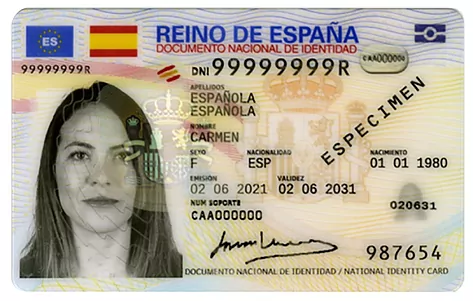
Documento Nacional de Identidad (DNI), spanischer Personalausweis

In Spanien wird der Personalausweis als Identitätsausweis (spanisch: DNI = Documento Nacional de Identidad) bezeichnet und ist ab dem 14. Lebensjahr verpflichtend. Zusätzlich ist die Dokumentennummer eine der wichtigsten Personendaten – noch vor dem Geburtsdatum – und erscheint in allen amtlichen Schriftstücken. Spanier sind gesetzlich dazu verpflichtet, die Dokumentennummer bei vielen Gelegenheiten, etwa auch bei Bankgeschäften, anzugeben. Bei der Beantragung wird der Fingerabdruck erfasst. Bei älteren Versionen des DNI war der Fingerabdruck auch auf dem Ausweis abgedruckt. Die aktuelle Generation speichert den Fingerabdruck in einem hoch gesicherten Chip auf der Karte. Das Erfassen der Fingerabdrücke aller Spanier wurde 1940 während der Franco-Diktatur eingeführt. Bis April 2016 wurden in Spanien bereits mehr als 49,5 Millionen elektronische Personalausweise ausgestellt.
Vor dem oder im fünften Lebensjahr ausgestellte Identitätsausweise gelten zwei Jahre, im 6. bis zum 30. Lebensjahr ausgestellte Ausweise gelten fünf Jahre, im 31. bis 70. Lebensjahr ausgestellte Dokumente gelten zehn Jahre, Personen mit einem Alter ab 70 Jahren erhalten einen Identitätsausweis von unbegrenzter Gültigkeit (theoretisch bis zum 1. Januar 9999).

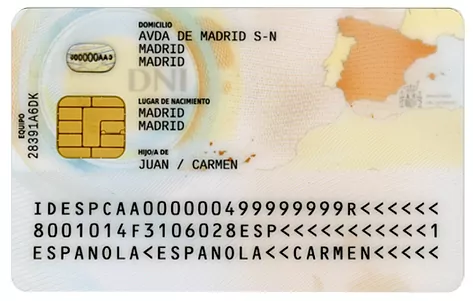

Seit 2015 wird eine neuere Version des DNI, der DNIe 3.0, ausgestellt. Er ist mit einem sichereren Chip als der Vorgänger und mit NFC-Technologie ausgestattet. Eine Android-App kann mittels NFC auf die Daten des Ausweises zugreifen und dort können dann administrative Angelegenheiten durchgeführt werden.
In den Autonomen Gemeinschaften mit kooffizieller Sprache werden sowohl einsprachige als auch zweisprachige Ausweise ausgegeben. Es gibt vier mehrsprachige Versionen:
- Spanisch-baskisch (Baskenland) oder nur Baskisch
- Spanisch-galicisch (Galicien) oder nur Galicisch
- Spanisch-katalanisch (Katalonien und Balearische Inseln) oder nur Katalanisch
- Spanisch-valencianisch (Valencianische Gemeinschaft) oder nur Valencianisch

Der spanische Ausweis wird auch spanischen Staatsbürgern ausgestellt, die im Ausland leben. Vorher muss der Antragsteller das Zertifikat über den aktuellen Wohnort (certificado de residencia) sowie eine beglaubigte Geburtsurkunde (literal de nacimiento) bei seinem zuständigen Konsulat anfordern. Bei Spaniern, welche in Spanien geboren sind, muss die beglaubigte Geburtsurkunde beim Standesamt in Spanien angefordert werden. Der Ausweis selbst muss auf spanischem Staatsgebiet beantragt werden (unter Vorlage der Dokumente aus dem Konsulat sowie mit einem Passfoto in einem Format von 32 mm × 26 mm mit weißem Hintergrund) und kann dementsprechend nicht in einer Botschaft oder einem Konsulat beantragt werden. Zuständig für die Ausstellung ist die Polizei vor Ort.
Der Ausweis wird bei Beantragung auf spanischem Staatsgebiet bei Jahrgängen ab 1984 sofort ausgestellt und kostet 12 Euro.
Bei Spaniern, die vor dem Jahr 1984 geboren worden sind, kann der Ausweis nicht sofort ausgestellt werden, da eine Anfrage an das zentrale Standesamt in Madrid gestellt wird. Die Bearbeitung dauert in diesem Fall rund 2–3 Wochen.
Ausländer, die aus der Europäischen Union stammen und in Spanien eine Aufenthaltsgenehmigung für mehr als drei Monate besitzen, bekommen eine Identifikationsnummer für Ausländer (span. NIE = Número de Identidad de Extranjero) zugeteilt. Ihnen wird weder ein Personalausweis noch ein Identitätsausweis für Ausländer ausgestellt und sie müssen sich somit mit einer Eintragungsbescheinigung (certificado de registro) und einem gültigen Reisepass des Herkunftslandes ausweisen.
Ausländern, die aus Staaten außerhalb der Europäischen Union stammen und in Spanien eine Aufenthaltsgenehmigung für länger als sechs Monate besitzen, wird ebenfalls eine Identifikationsnummer zugeteilt und zusätzlich ein Identitätsausweis für Ausländer (span. TIE = Tarjeta de Identidad de Extranjero) in Scheckkartenform ausgestellt. Sie haben sich mit diesem Dokument in Spanien auszuweisen und benötigen somit keinen Reisepass oder Visum, um ein- bzw. auszureisen.

### Südkorea
Der Personalausweis wird in Südkorea Jumin Deungnokjeung (주민등록증) genannt. Auf der Vorderseite ist der Name, ein Foto, die Ausweisnummer, die das Geburtsdatum beinhaltet, die Adresse und das Ausstellungsdatum angegeben. Auf der Rückseite werden Adressänderungen und ein Fingerabdruck dargestellt. Der Ausweis kann an Personen, die älter als 17 Jahre alt sind, ausgestellt werden.
Für die in Südkorea lebenden Ausländer wird eine Residence Card (외국인등록증 Oegugin Deungnokjeung) herausgegeben. Diese zeigt die Ausweisnummer, die das Geburtsdatum und das Geschlecht enthält, sowie den Namen und die Staatsangehörigkeit sowie den Visum-Status und das Ausstellungsdatum.

### Tschechien

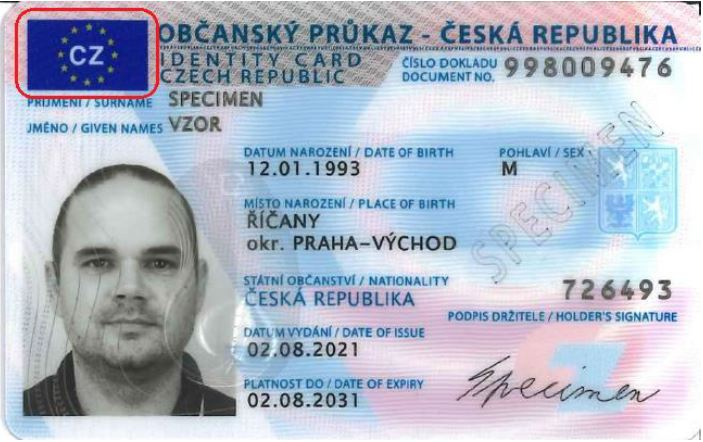

In Tschechien wird der Personalausweis (Občanský průkaz) allen Bürgern ab dem fünfzehnten Lebensjahr ausgestellt, auf Wunsch und gegen Gebühr auch bereits ab nach der Geburt.
Nach 2000 ausgestellte Ausweise enthalten maschinenlesbare Codes und können überall innerhalb der Europäischen Union verwendet werden, um sich auszuweisen. Seit 2018 enthalten alle
Ausweise einen elektronischen Chip. Seit Januar 2024 ist es ebenfalls möglich, sich mittels der App eDoklady auszuweisen.

### Vereinigte Staaten

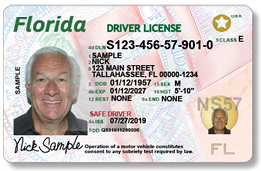
Führerschein aus Florida mit Real ID Zeichen (Stern in der oberen rechten Ecke)

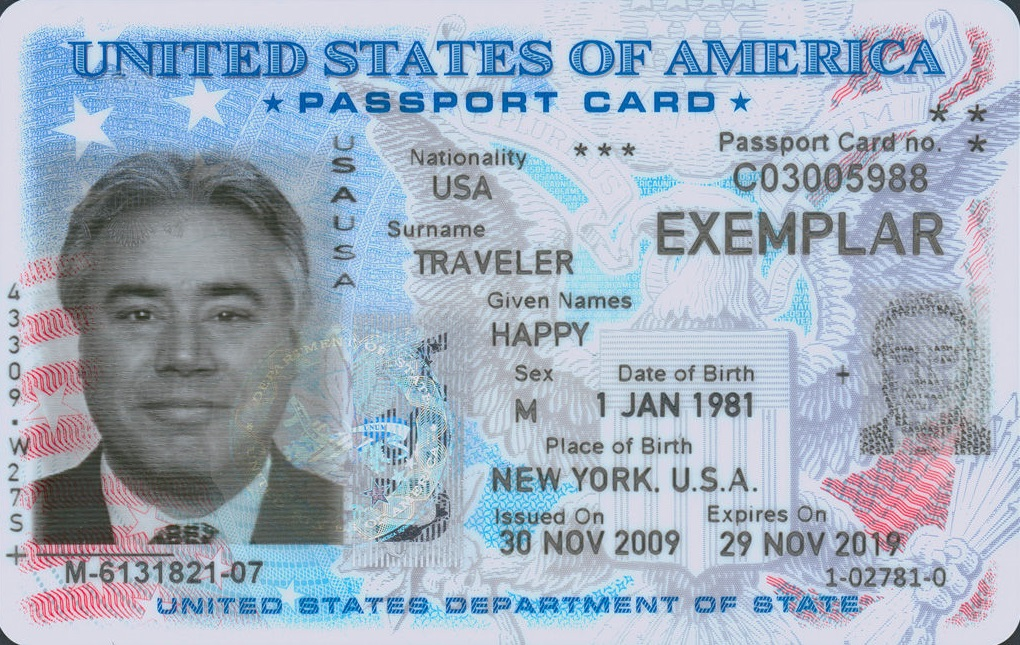
US-amerikanische Passport Card

In den Vereinigten Staaten gibt es keine Pflicht zum Besitz eines Personalausweises. Als Personaldokument dient der Führerschein mit Foto, der auf Wunsch auch für Nicht-Autofahrer als State Identity Card ausgestellt wird (ID Card). Mit dem Real ID Act von 2005 wurden die Sicherheitsmerkmale bundesweit vereinheitlicht. So werden Führerscheine und State Identity Cards nach diesem Format von allen Bundesbehörden als Identifikationsnachweis anerkannt, z. B. bei Inlandsflügen. Bis auf drei Bundesstaaten haben alle US-Bundesstaaten den Real ID Act umgesetzt (Stand 2019).
Im schriftlichen und behördlichen Umgang erfüllte früher die Social Security Card die Funktion des Ausweises. Dabei wurde die Sozialversicherungsnummer über die Zeit allein zur persönlichen Identifikation verwendet. Heute ist die Nennung der Nummer und Vorlage der Sozialversicherungskarte alleine nicht mehr ausreichend, meist wird ein weiterer Identifikationsnachweis gefordert, etwa der Führerschein.
Seit 2008 gibt es neben dem Reisepass eine Passport Card. Die Karte wird vom Außenministerium ausgestellt und kann von US-Staatsangehörigen für Reisen auf dem Land- und Seeweg innerhalb von Nordamerika und der Karibik verwendet werden. Im Gegensatz zu Führerschein, State ID und Sozialversicherungsausweis bescheinigt die Passport Card oder der Pass den Besitz der US-Staatsbürgerschaft.
Armeeangehörige weisen sich in Deutschland gegenüber Behörden, beispielsweise den Standesämtern, mit ihrer ID Card aus.

## Staatenlose
Personalausweise werden auch gemäß Art. 27 des Übereinkommens über die Rechtsstellung der Staatenlosen von den Mitgliedsstaaten der Vereinten Nationen an Staatenlose ausgestellt, die keinen gültigen Reiseausweis besitzen.